# Ambient 1: Music for Airports
Albums de Brian Eno
Before and After Science
(1977) Music for Films
(1978)
Music for Airports est un album de Brian Eno sorti en 1978.

## Historique
Les quatre morceaux qui constituent ce disque ont été composés par Brian Eno en 1978 en s'inspirant des travaux des compositeurs minimalistes américains. Il s'agit de musique que l'on peut qualifier d'ambient, reposant sur un concept de nappes mélodieuses ou de voix sur un fond sonore très calme.
Ce disque a été créé en imaginant qu'il pourrait être joué dans un aéroport, afin de permettre aux personnes s'y trouvant de se calmer au moment de prendre leur avion alors que, généralement, celles-ci sont stressées.
Dans les notes intérieures de l'album, Eno décrit sa philosophie derrière Music for Airports, écrivant que la musique doit être « aussi facile à ignorer qu'intéressante ».
L'album fait partie des 1001 albums qu'il faut avoir écoutés dans sa vie. En 2016, il est classé par Pitchfork à la 1re place de son classement des cinquante meilleurs albums d'ambient de tous les temps. Philip Sherburne écrit : « avec Ambient 1: Music for Airports, Eno privilégiait les sons propices au doute et à l'incertitude, ainsi que ceux favorisant le calme et la réflexion. En d'autres termes, il voulait créer une musique de fond pour solitaires, esthètes et introvertis ».

## Liste des titres
| No | Titre | Durée |
| -- | ----- | ----- |
| 1. | 1/1   | 17:20 |
| 2. | 1/2   | 8:55  |
| 3. | 2/1   | 12:06 |
| 4. | 2/2   | 10:09 |